# Euphorbia inornata
Euphorbia inornata ist eine Pflanzenart aus der Gattung Wolfsmilch (Euphorbia) in der Familie der Wolfsmilchgewächse (Euphorbiaceae).

## Beschreibung
Die sukkulente Euphorbia inornata wächst als kleiner Strauch mit einer verdickten Wurzel, die in den kugelförmigen Pflanzenkörper übergeht. An dem bis 10 Zentimeter Durchmesser erreichenden Körper werden aufrechte Zweige ausgebildet. Diese sind radial um den zentralen Scheitel angeordnet und werden bis 7,5 Zentimeter lang und etwa 1 Zentimeter dick. Sie sind mit konischen Warzen besetzt und dadurch in Felder aufgeteilt. Diese Warzen werden bis 8 Millimeter lang und bis 4 Millimeter breit.
Die einzelnen und 8 bis 18 Millimeter lang gestielten Cyathien stehen an den Triebspitzen und werden 7 Millimeter groß. An den dicken Blütenstielen werden 3 bis 5 kleine Tragblätter ausgebildet. Die einzeln stehenden Nektardrüsen sind grün und an den Rändern mit 2 bis 4, etwa 0,6 Millimeter langen Fortsätzen versehen. Die stumpf gelappte Frucht wird etwa 7 Millimeter groß, ist sitzend und behaart. Der eiförmige Samen wird 3,5 Millimeter groß.

## Verbreitung und Systematik
Euphorbia inornata ist in Südafrika im Osten der Provinz Nordkap verbreitet.
Die Erstbeschreibung der Art erfolgte 1915 durch Nicholas Edward Brown. Ein Synonym zu dieser Art ist Euphorbia inelegans N.E.Br. (1915).